# Lorenzo Paissan
Lorenzo Paissan (24 de noviembre de 2000) es un deportista de Italia que compite en atletismo. Ganó una medalla de oro en el Campeonato Europeo de Atletismo Sub-20 de 2019, en la prueba de 100 m.